# Coupe de France 1965/66
Het seizoen 1965/66 was het 49e seizoen van de Coupe de France in het voetbal. Het toernooi werd georganiseerd door de Franse voetbalbond.
Dit seizoen namen er 1172 clubs deel. De competitie ging in de zomer van 1965 van start en eindigde op 22 mei 1966 met de finale in het Parc des Princes in Parijs. De finale werd gespeeld tussen RC Strasbourg (voor de vierde keer finalist) en FC Nantes (voor het eerst finalist). RC Strasbourg veroverde voor de tweede keer de beker door FC Nantes met 1-0 te verslaan.
Als bekerwinnaar vertegenwoordigde RC Strasbourg Frankrijk in de Europacup II 1966/67.

## Uitslagen

### 1/32 finale
De wedstrijden werden op 15 (AC Ajaccio - Sedan Torcy), 16, 23 januari (Angers-Châteauroux, Rennes-Calais, Aulnoye-Quevilly, Forbach-St.Dizier en Besançon-Mulhouse) en 30 januari (Dunkerque-Beauvais) gespeeld, de beslissingswedstrijden op 26 januari (Limoges-Rouen) en 7 februari (Dunkerque-Beauvais). De 20 clubs van de Division 1 kwamen in deze ronde voor het eerst in actie.
| Winnaar            | Uitslag | Verliezer                |
| ------------------ | ------- | ------------------------ |
| RC Strasbourg      | 3-1     | AS Saint-Étienne         |
| FC Nantes          | 3-1     | Stade Laval              |
| Toulouse FC        | 3-0     | AS Angoulême             |
| SCO Angers         | 6-1     | LB Châteauroux           |
| AS Cherbourg       | 3       | US Boulogne              |
| AC Ajaccio         | 1-0     | UA Sedan Torcy           |
| FC Sochaux         | 4-1     | FC Grenoble              |
| Stade Reims        | 1-0     | AS Strasbourg            |
| Stade Saint-Brieuc | 3-2     | Union Clissons-Korrigans |
| Red Star Olympique | 3-1 nv  | SO Montpellier           |
| Olympique Lyon     | 3-1     | AAJ Blois                |
| AS Cannes          | 1-0     | US Marignane             |
| Lille OSC          | 3-0     | RC Lens                  |
| AS Aix             | 1-0     | CS Cuiseaux              |
| Olympique Nîmes    | 2-1     | SSMC Miramas             |
| Stade Rennes       | 5-1     | Racing Calais            |

| Winnaar               | Uitslag     | Verliezer            |
| --------------------- | ----------- | -------------------- |
| AS Aulnoye            | 2-1         | US Quevilly          |
| US Forbach            | 5-0         | CO Saint-Dizier      |
| FC Gueugnon           | 2-1         | ECAC Chaumont        |
| RC Paris              | 2-0         | AC Cambrai           |
| US Dunkerque          | 2-2 nv; 1-0 | AS Beauvais-Marissel |
| SEC Bastia            | 3-2         | US Cazères           |
| RC Vichy              | 3-1         | RC Agde              |
| Sporting Toulon       | 2-0         | AS Decize            |
| Olympique Marseille   | 2-0         | Girondins Bordeaux   |
| Olympique Avignon     | 3-1 nv      | Gazélec FCO Ajaccio  |
| RCFC Besançon         | 2-0         | AS Mulhouse          |
| AS Mutzig             | 2-0         | Stade Français       |
| Limoges FC            | 0-0 nv; 2-0 | FC Rouen             |
| US Valenciennes-Anzin | 2-0         | CA Mantes            |
| OGC Nice              | 1-0         | AS Monaco            |
| Chamois Niort FC      | 2-1 nv      | AS Béziers           |

### 1/16 finale
De wedstrijden werden op 13, 17 (AS Aix - US Valenciennes-Anzin) en 24 februari (Olympique Nîmes - OGC Nice) gespeeld, de beslissingswedstrijden op 20 (AS Cannes - AS Mutzig) en 17 februari en 3 maart (FC Nantes - Lille OSC).
| Winnaar       | Uitslag | Verliezer       |
| ------------- | ------- | --------------- |
| RC Strasbourg | 4-1     | AS Aulnoye      |
| FC Nantes     | 7-3     | US Forbach      |
| Toulouse FC   | 5-1     | FC Gueugnon     |
| SCO Angers    | 2-0     | RC Paris        |
| AS Cherbourg  | 2-0     | US Dunkerque    |
| AC Ajaccio    | 1-0     | SEC Bastia      |
| FC Sochaux    | 3-1     | RC Vichy        |
| Stade Reims   | 2-1     | Sporting Toulon |

| Winnaar            | Uitslag             | Verliezer             |
| ------------------ | ------------------- | --------------------- |
| Stade Saint-Brieuc | 1-0                 | Olympique Marseille   |
| Red Star Olympique | 4-2                 | Olympique Avignon     |
| Olympique Lyon     | 0-0 nv; 1-1 nv; 1-0 | RCFC Besançon         |
| AS Cannes          | 1-1 nv; 4-0         | AS Mutzig             |
| Lille OSC          | 4-1                 | Limoges FC            |
| AS Aix             | 1-0 nv              | US Valenciennes-Anzin |
| Olympique Nîmes    | 2-1 nv              | OGC Nice              |
| Stade Rennes       | 5-0                 | Chamois Niort FC      |

### 1/8 finale
De wedstrijden werden op 13 maart gespeeld, de beslissingswedstrijden op 23 en 30 maart (tweede beslissingswedstrijd tussen Stade Reims - Stade Rennes).
| Winnaar       | Uitslag     | Verliezer          |
| ------------- | ----------- | ------------------ |
| RC Strasbourg | 5-2         | Stade Saint-Brieuc |
| FC Nantes     | 1-1 nv; 2-0 | Red Star Olympique |
| Toulouse FC   | 2-0         | Olympique Lyon     |
| SCO Angers    | 1-1 nv; 3-0 | AS Cannes          |

| Winnaar      | Uitslag             | Verliezer       |
| ------------ | ------------------- | --------------- |
| AS Cherbourg | 1-0                 | Lille OSC       |
| AC Ajaccio   | 3-2                 | AS Aix          |
| FC Sochaux   | 4-0                 | Olympique Nîmes |
| Stade Reims  | 1-1 nv; 1-1 nv; 3-2 | Stade Rennes    |

### Kwartfinale
De wedstrijden werden op 3 april gespeeld.
| Winnaar       | Uitslag | Verliezer    |
| ------------- | ------- | ------------ |
| RC Strasbourg | 1-0     | AS Cherbourg |
| FC Nantes     | 2-0     | AC Ajaccio   |
| Toulouse FC   | 2-0     | FC Sochaux   |
| SCO Angers    | 3-1 nv  | Stade Reims  |

### Halve finale
De wedstrijden werden op 29 april gespeeld.
| Winnaar       | Uitslag | Verliezer   |
| ------------- | ------- | ----------- |
| RC Strasbourg | 3-1 nv  | Toulouse FC |
| FC Nantes     | 3-0     | SCO Angers  |

### Finale
De wedstrijd werd op 22 mei 1966 gespeeld in het Parc des Princes in Parijs voor 36.285 toeschouwers. De wedstrijd stond onder leiding van scheidsrechter Jean Tricot.
| Winnaar          | Uitslag | Finalist  |
| ---------------- | ------- | --------- |
| RC Strasbourg    | 1-0     | FC Nantes |
| Pierre Sbaïz 51' |         |           |

1917/18 · 1918/19 · 1919/20 · 1920/21 · 1921/22 · 1922/23 · 1923/24 · 1924/25 · 1925/26 · 1926/27 · 1927/28 · 1928/29 · 1929/30 · 1930/31 · 1931/32 · 1932/33 · 1933/34 · 1934/35 · 1935/36 · 1936/37 · 1937/38 · 1938/39 · 1939/40 · 1940/41 · 1941/42 · 1942/43 · 1943/44 · 1944/45 · 1945/46 · 1946/47 · 1947/48 · 1948/49 · 1949/50 · 1950/51 · 1951/52 · 1952/53 · 1953/54 · 1954/55 · 1955/56 · 1956/57 · 1957/58 · 1958/59 · 1959/60 · 1960/61 · 1961/62 · 1962/63 · 1963/64 · 1964/65 · 1965/66 · 1966/67 · 1967/68 · 1968/69 · 1969/70 · 1970/71 · 1971/72 · 1972/73 · 1973/74 · 1974/75 · 1975/76 · 1976/77 · 1977/78 · 1978/79 · 1979/80 · 1980/81 · 1981/82 · 1982/83 · 1983/84 · 1984/85 · 1985/86 · 1986/87 · 1987/88 · 1988/89 · 1989/90 · 1990/91 · 1991/92 · 1992/93 · 1993/94 · 1994/95 · 1995/96 · 1996/97 · 1997/98 · 1998/99 · 1999/00 · 2000/01 · 2001/02 · 2002/03 · 2003/04 · 2004/05 · 2005/06 · 2006/07 · 2007/08 · 2008/09 · 2009/10 · 2010/11 · 2011/12 · 2012/13 · 2013/14 · 2014/15 · 2015/16 · 2016/17 · 2017/18 · 2018/19 · 2019/20 · 2020/21 · 
2021/22 · 2022/23 · 2023/24 · 2024/25 ·